# Lone Høyer Hansen
Lone Høyer Hansen (født 13. august 1950 i København, død 17. august 2021) var en dansk skulptør og billedkunstner, som arbejdede med relationen mellem krop, rum og beskuer.
Hun blev uddannet på Det Kongelige Danske Kunstakademi 1980-1985 og blev i 1994 cand.mag. i kunstformidling og filmvidenskab. Fra 2003-2009 var hun professor ved Billedhuggerskolen, Charlottenborg, Det Kongelige Danske Kunstakademi.
Lone Høyer Hansen var medlem af kunstnersammenslutningen Grønningen fra 1998.
Hun er repræsenteret på:
- ARoS, Aarhus
- Den Kongelige Kobberstiksamling, København
- Horsens Kunstmuseum, Horsens
- Hygum Kunstmuseum, Hygum
- Kastrupgårdsamlingen, København
- Kunstmuseet Trapholt, Kolding
- Museet for Samtidskunst, Oslo, Norge
- Statens Museum for Kunst, København
- Sønderjyllands Kunstmuseum, Tønder
- Trondheims Kunstmuseum, Trondheim, Norge
- Vestsjællands Kunstmuseum, Sorø

## Legater og udmærkelser
- Tildelt Thorvaldsen Medaljen 2018[2]
- Tildelt Ole Haslunds Kunstnerfond Legat 2014[2]
- Tildelt Carl Nielsen og Anne Marie Carl-Nielsens Legat 2002
- Tildelt C.V. Eckerbergmedaljen 2001
- Præmieret af Statens Kunstfond 1993, 1999, to gange i 2000
- Tildelt Kunstnerfonden af 1973, 1999
- Tildelt Anne Marie Telmányi Prisen, 1998
- Nomineret til ARS FENNICA PRIZE, Finland, 1998
- Tildelt Kai Nielsens Legat, 1998
- Statens Kunstfonds 3-årige stipendiat 1989 – 1991
- Statens Kunstfond Arbejdslegater 1987, 1988
- Akademirådets Legater 1981, 1983, 1985, 1986, 1987, 1992, 1999
- Viggo Jarls Legat 1988
- Gerhard Hennings Legat 1988